# Бішельє
Бішельє (італ. Bisceglie) — місто та муніципалітет в Італії, у регіоні Апулія,  провінція Барлетта-Андрія-Трані.
Бішельє розташоване на відстані близько 350 км на схід від Рима, 33 км на захід від Барі, 21 км на південний схід від Барлетти, 17 км на схід від Андрії, 8 км на південний схід від Трані.
Населення — 55 517 осіб (2014).

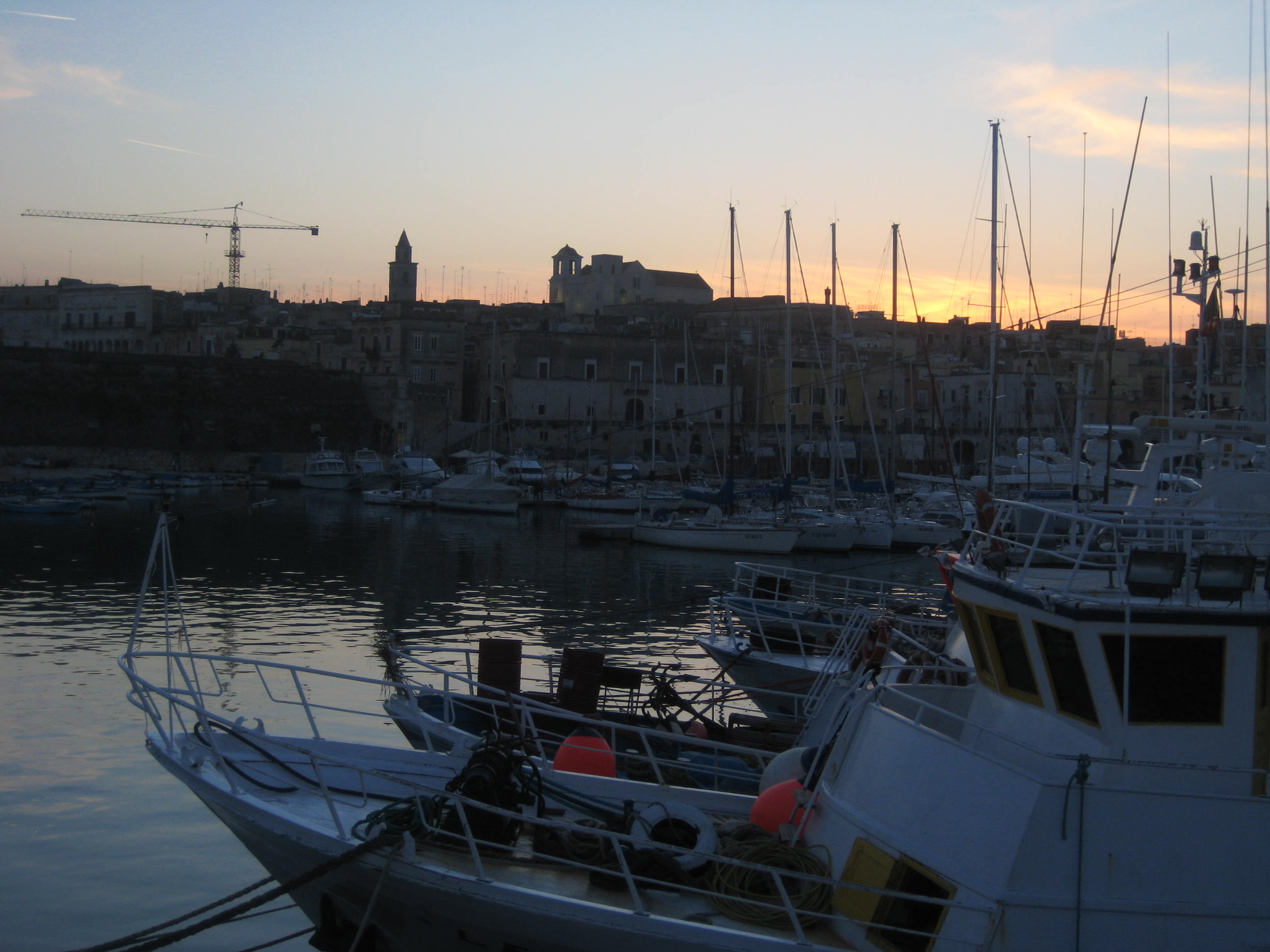

Щорічний фестиваль відбувається primo lunedì серпня. Покровитель — Santi Mauro, Sergio e Pantaleone.

## Демографія
Населення за роками:

Станом на 1 січня 2023 року в муніципалітеті офіційно проживало 1356 іноземців з 74 країн, серед них 428 громадян країн Євросоюзу та 161 громадянин України.

## Сусідні муніципалітети
- Корато
- Мольфетта
- Руво-ді-Пулья
- Терліцці
- Трані